# Gmina Kcynia
Die Gmina Kcynia ist eine Stadt-und-Land-Gemeinde im Powiat Nakielski der Woiwodschaft Kujawien-Pommern in Polen. Ihr Sitz ist die gleichnamige Stadt (deutsch Exin) mit etwa 4700 Einwohnern.

## Geographie
Die Gemeinde grenzt im Norden an die der Kreisstadt Nakło nad Notecią (Nakel) und im Westen an die Woiwodschaft Großpolen. Die Großstadt Bydgoszcz (Bromberg) liegt etwa 30 Kilometer östlich.

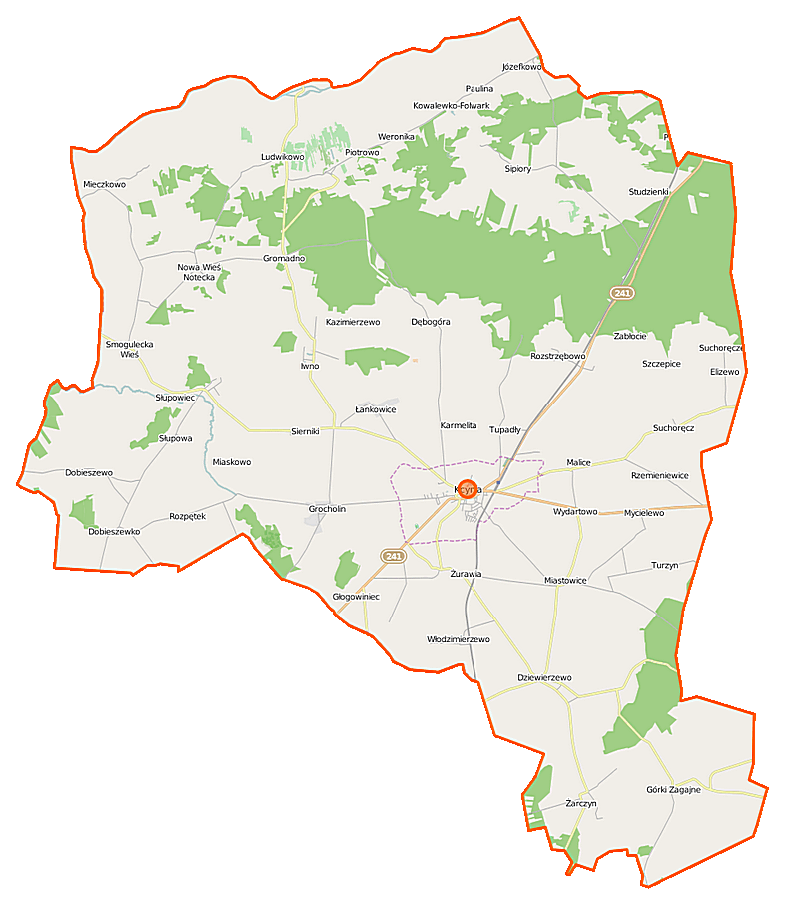
Karte der Gemeinde

## Geschichte
Im Jahr 1976 kam ein Teil der 1973 gegründeten und 1976 aufgelösten Gmina Gorzyce zum Gemeindegebiet.

## Gliederung
Die Stadt-und-Land-Gemeinde Kcynia hat eine Fläche von 297 km², auf der etwa 13.500 Menschen leben. Zu ihr gehören, neben der Stadt selbst, 36 Dörfer mit Schulzenämtern (sołectwa) und weitere kleinere Ortschaften und Siedlungen.
| Name                     | deutscher Name (1815–1919)                      | deutscher Name (1939–1945)                    | Einwohnerzahl |
| ------------------------ | ----------------------------------------------- | --------------------------------------------- | ------------- |
| Bąk                      | Gut Bonk                                        | Bonte                                         | 14            |
| Chwaliszewo              | Gut Chwaliszewo                                 | Barbara                                       | 368           |
| Dębogóra                 | Gut Dembogora                                   | Bismarckskopf                                 | 167           |
| Dobieszewko              | Gut Dobieszewko                                 | Längnershorst                                 | 139           |
| Dobieszewo               | Dobischau                                       | Krügerstal                                    | 233           |
| Dziewierzewo             | Dziewierzewo 1907–1919 Lindenbrück              | Lindenbrück                                   | 706           |
| Elizewo                  | Elisewo                                         | Neuhäuser                                     | 71            |
| Elizewo–Skórzewo         | Skorzewo Krug, zu Zalesie                       | Grünheim                                      | 1             |
| Głogowiniec              | Zwölfhufen                                      | Zwölfhufen                                    | 106           |
| Górki Dąbskie            | Gut Gurki Dombskie 1907–1919 Gut Gorki Dombskie | Brincken                                      | 181           |
| Górki Zagajne            | Gut Gurki Zagajne 1907–1919 Gurkingen           | Gurkingen                                     | 226           |
| Grocholin                | Gut Grocholin                                   | Jürgensburg                                   | 486           |
| Gromadno                 | Gromaden                                        | Amtstal                                       | 222           |
| Józefkowo                | Josephkowo 1905–1919 Bergheim                   | Bergheim                                      | 59            |
| Iwno                     | Gut Iwno 1908–1919 Iwno                         | Lindental                                     | 271           |
| Karmelita                | Karmelin                                        | Karmelin                                      | 81            |
| Karolinowo               | Karolinowo                                      | Karolinenhof                                  | 7             |
| Kazimierzewo             | Kazmierzewo                                     | Altstätt                                      | 106           |
| Kowalewko                | Kowalewko 1904–1919 Schmiedeberg an der Netze   | Schmiedeberg                                  | 52            |
| Kowalewko–Folwark        | Gut Neu Kowalewko                               | Schmiedebach                                  | 60            |
| Krzepiszyn               | Gut Krzepiszyn                                  | Karlshof                                      | 21            |
| Łankowice                | Gut Lankowitz 1911–1919 Lankowitz               | Lankenau                                      | 266           |
| Laskownica               | Laskownica                                      | Waldtal                                       | 154           |
| Ludwikowo                | Ludwikowo                                       | Ludwigsau                                     | 182           |
| Malice                   | Gut Malitz 1911–1919 Malitz                     | Schwarzerde                                   | 219           |
| Miaskowo                 | Miaskowo                                        | Karlsdorf                                     | 53            |
| Miastowice               | Gut Eckardtsfelde                               | Eckartsfelde                                  | 339           |
| Mieczkowo                | Mieczkowo                                       | Schwertheim                                   | 282           |
| Mycielewo                | Mycielewo                                       | Feldhof                                       | 31            |
| Nowa Wieś Notecka        | Neudorf                                         | Neudorf bei Exin                              | 156           |
| Palmierowo               | Palmierowo                                      | Pappelhausen                                  | 100           |
| Paulina                  | Paulina                                         | Paulina                                       | 89            |
| Piotrowo                 | Pietrowo 1904–1919 Paulstal                     | Paulstal                                      | 52            |
| Rozstrzębowo             | Rostrzembowo 1904–1919 Rostau                   | Rostau                                        | ?             |
| Rozpętek                 | Gut Rospentek                                   | Landgrafshöhe                                 | 142           |
| Rzemieniewice            | Rzemieniewice                                   | Müllersdorf                                   | 35            |
| Sierniki                 | Gut Siernik                                     | Wegheim                                       | 152           |
| Sipiory                  | Neukirchen                                      | 1939–1943 Neukirchen 1943–1945 Bergneukirchen | ?             |
| Słupowa                  | Gut Slupowo                                     | Roßhöhe                                       | 166           |
| Słupowiec                | Slupowo Abbau                                   | Kiefernrode                                   | 55            |
| Smogulecka Wieś          | Gut Smogulsdorf                                 | Kirschdorf                                    | 207           |
| Smogulecka Wieś, Folwark | Smogulsdorf Abbau                               | Kirschhausen                                  | 238           |
| Stalówka                 | Stahlberg                                       | Stahlberg                                     | 146           |
| Studzienki               | Grünthal                                        | 1939–1943 Grüntal 1943–1945 Waldgrüntal       | 101           |
| Suchoręcz                | Gut Groß Suchorenz                              | Naumannsfelde                                 | 227           |
| Suchoręczek              | Gut Klein Suchorenz 1910–1919 Schmalbach        | Schmalbach                                    | 49            |
| Szczepice                | Gut Schepitz                                    | Schepitz                                      | 227           |
| Tupadły                  | Gut Tupadly                                     | Walburg                                       | 275           |
| Turzyn                   | Gut Turzyn                                      | Marienau                                      | 283           |
| Ujazd                    | Ujazd                                           | Pfaffenhof                                    | ?             |
| Weronika                 | Veronika                                        | Veronika                                      | 55            |
| Włodzimierzewo           | Gut Elisenhof                                   | Elisenhof                                     | 101           |
| Zabłocie                 | Zablocie                                        | Moortal                                       | 20            |
| Żarczyn                  | Sartschin                                       | Sassenfeld                                    | 238           |
| Żurawia                  | Gut Zurawia                                     | Kranichshöhe                                  | 349           |

## Verkehr
Die Gemeinde und ihr Hauptort werden von der Woiwodschaftsstraße 241 (DW241) durchquert. Diese führt im Nordosten durch Nakło nad Notecią, wobei sie die Landesstraße DK10 kreuzt. In südwestlicher Richtung führt die 241 durch Wągrowiec und endet bei Rogoźno mit der Einmündung in die Landesstraße DK11.
Die Woiwodschaftsstraße 247 beginnt in Kcynia und endet im Osten nach etwa 20 Kilometern mit der Einmündung in die Woiwodschaftsstraße DW246 bzw. die DK5 (Europastraße 261).
Kcynia hat einen Bahnhof an der hier nur noch im Güterverkehr betriebenen
Die Bahnstrecke Oleśnica–Chojnice wird hier nur noch im Güterverkehr betrieben. Es bestanden Bahnhöfe in Kcynia, Szczepice und Studzienki und an der hier stillgelegten Bahnstrecke Poznań–Bydgoszcz ein ehemaliger Halt in Grocholin.
Der nächste internationale Flughafen Bydgoszczist etwa 30–40 Kilometer entfernt.

## Persönlichkeiten
- Johann Heinrich von Schachtmeyer (1782–1847), preußischer Generalmajor; geboren auf Rospentek
- Bogdan von Hutten-Czapski (1851–1937), Gutsbesitzer, Politiker und Offizier, Mitglied des Preußischen Herrenhauses; geboren auf Smogulec.